# Carlos Salinas de Gortari, Chiapas
Carlos Salinas de Gortari är en ort i Mexiko.   Den ligger i kommunen Tapachula och delstaten Chiapas, i den sydöstra delen av landet, 900 km sydost om huvudstaden Mexico City. Carlos Salinas de Gortari ligger 107 meter över havet och antalet invånare är 131.
Terrängen runt Carlos Salinas de Gortari är lite kuperad. Runt Carlos Salinas de Gortari är det ganska tätbefolkat, med 239 invånare per kvadratkilometer. Närmaste större samhälle är Tapachula, 4,9 km norr om Carlos Salinas de Gortari. Trakten runt Carlos Salinas de Gortari består till största delen av jordbruksmark.